# Домінік Сейтерль
Домінік Сейтерль  (англ. Dominic Seiterle, 4 вересня 1975) - канадський веслувальник, олімпійський чемпіон.

## Виступи на Олімпіадах
| Олімпіада   | Дисципліна                     | Місце |
| ----------- | ------------------------------ | ----- |
| Сідней 2000 | двійка парна                   | 13    |
| Пекін 2008  | вісімка розстібна зі стерновим | 1     |